# Домашняя длинношёрстная кошка
Домашняя длинношёрстная кошка (англ. domestic long-haired cat, а также в Британии англ. longhair moggy) — это кошка смешанного происхождения, то есть не принадлежащая к какой-либо признанной породе кошек. Длина шерсти варьируется от полудлинной до длинной.

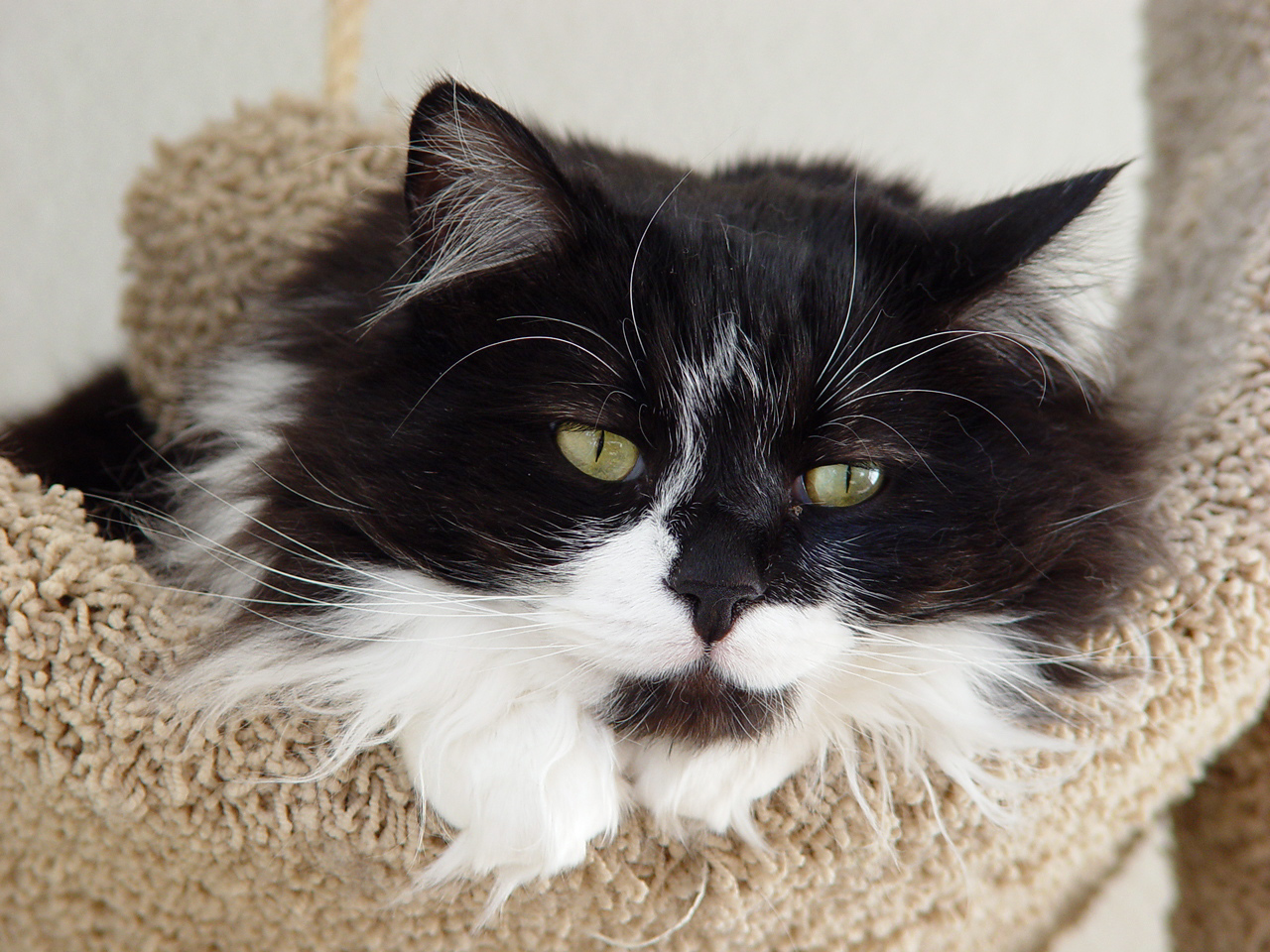
Домашняя длинношёрстная кошка

## Описание
Домашние длинношерстные кошки являются третьими по распространенности в мире. Ветеринарами и агентствами по контролю за животными домашние длинношерстные кошки классифицируются специфической для организации терминологией (используется верхний регистр обозначений от наименования номинации) DLH — англ. Domestic Longhair или HCL — англ. House Cat, Longhair). Такая псевдо порода используется для регистрации и классификации приютов / передержек, а также таких пород, как персидская кошка. Хотя некоторые смешанные породы не разводят в качестве выставочных, они всё же участвуют в выставках кошек, в которых допускается категория беспородных домашних животных. Правила выставок различаются. Fédération Internationale Féline (FIFe) разрешает «любой цвет глаз, все цвета и узоры шерсти, любую длину или текстуру шерсти и любую длину хвоста». Таким образом участвовать может практически любая здоровая кошка. Другие могут быть более строгими. Пример из Всемирной федерации кошек: «окрас шоколадный и коричный, а их оттенки (лиловый и палевый) не подпадает под стандарт ни в каких сочетаниях. Также пойнтовый рисунок не подпадает». Домашние длинношерстные кошки бывают всех генетически возможных окрасов, включая полосатый, черепаховый, двухцветный и дымчатый. У домашних длинношерстных может быть мех длиной до 15 см. У них также может быть грива, похожая на гриву мейн-кунов, и кисточки на ногах и ушах. Некоторые длинношерстные кошки не могут поддерживать свою собственную шерсть в надлежащем состоянии, за которой необходимо ухаживать или она может быть склонна к спутыванию. Из-за своего обширного генофонда домашние длинношерстные не предрасположены к каким-либо генетически унаследованным заболеваниям.

## История
По всей видимости, домашняя длинношёрстная получила распространение в Западной Азии. Кошки содержались в качестве домашних животных по всему миру в течение нескольких столетий. В 16 веке в Европу были завезены первые длинношерстные кошки. В середине 17 века, когда чума уничтожила большую часть населения Лондона, количество кошек начало расти, поскольку появилась необходимость в сокращении популяции крыс, переносящих блох.
Каким образом развивались домашние длинношёрстые кошки, все еще остается предметом дискуссий. Длинная шерсть могла быть результатом рецессивного мутантного гена. При вязке длинношерстной кошки с короткошерстной могут быть только короткошерстные котята; однако их потомство при спаривании может дать часть котят с длинной шерстью. Последующие пометы ранних европейских длинношерстных кошек давали все больше и больше длинношерстных потомков, которые с большей вероятностью выживали в более прохладном европейском климате. К 1521 году, примерно в то время, когда они были впервые зарегистрированы в Италии, разновидность закрепилась всего через несколько поколений.
Торговцы, фермеры и все, у кого были склады с едой, увидели преимущества этих всё ещё диких кошек. Так же известно, что длинношерстные кошки часто встречались на борту торговых судов на протяжении 16-20 веков.
Они внесли свой вклад в некоторые из современных пород кошек. Например, мейн-кун, вероятно, является результатом скрещивания домашних длинношерстных кошек, переселившихся с британскими поселенцами в 1600-х годах. В свою очередь норвежские лесные кошки произошли от гораздо более старых домашних длинношерстных, которые, вероятно, прибыли на бортах кораблей викингов.
Домашние длинношерстные живут, потому что они смогли адаптироваться к окружающей среде. Но, в конце концов, эти кошки трансформировались из профессионального мышелова в пушистую домашнюю кошку. Домашняя длинношерстная легко доступна и чрезвычайно привлекательна.
В конце 18 века Пётр Симон Паллас выдвинул гипотезу о том, что манул (также известный как кошка Палласа) мог быть предком длинношерстной домашней кошки. У него были неподтвержденные данные, свидетельствующие о том, что несмотря на то, что потомство мужского пола будет бесплодным гибридом, потомство женского пола может снова размножаться с домашними кошками и передавать небольшую часть генов манула. В 1907 году зоолог Реджиналд Иннес Поукок опроверг это утверждение, сославшись на свою работу о различиях в черепах манула и ангоры, а также персов того времени. Эта ранняя гипотеза упускала из виду возможность скрещивания внутри семейства кошачьих. К примеру, саванна — это гибрид домашней короткошерстной кошки и дикого сервала, у которых разные черепа и эволюционное происхождение. Кроме того, гибридные самки родственного рода Panthera, такие как лигеры и тигоны, успешно спаривались, производя тилигеров и литигонов.
Первыми современными формальными породами длинношерстных кошек были персидская и ангорская (названные в честь Анкары, Турция), которые, произошли из этих двух областей.

## Уход

### Вычёсывание
Данному типу кошек полезно регулярное расчесывание. По данным VCA Hospitals, необходимо ежедневно расчесывать животное, чтобы предотвратить колтуны, уменьшить кошачью перхоть и количество выпадающей шерсти.

### Дематирование
Профилактика является ключевым фактором, но если обнаруживается, что на шерсти кошки появились колтуны, необходимо удалить их, используя инструмент для удаления колтунов. Чтобы предотвратить их появление, необходимо регулярное расчесывание. ASPCA также рекомендует посыпать скомкавшуюся шерсть тальком и распутать её руками. Если спутывание сильное, лучше всего отвести кошку к профессиональному грумеру или ветеринару для его удаления.

### Купание
Кошки ухаживают за собой самостоятельно, купать кошку нужно исключительно по мере необходимости. Длинношерстным породам показано купание раз в несколько месяцев, чтобы предотвратить спутывание шерсти.

## Здоровье
Благодаря смешанному разведению, домашние длинношёрстные лишены проблем со здоровьем, явно связанных с породистыми сородичами. Тем не менее, проблемы со здоровьем, которые затрагивают кошек в целом, включая артрит, инфекцию верхних дыхательных путей и рак, все еще могут поражать домашних длинношерстных кошек.
основные проблемы:
- рвота;
- расстройство желудка;
- гипертиреоз;
- болезнь почек;
- отсутствие аппетита;[10]

- Из-за длинной шерсти бывает трудно заметить изменения веса. Результатом могут быть кишечные паразиты или пищевая аллергия. Этот дополнительный мех также может мешать заметить, когда домашняя длинношерстная набирает вес, что может привести к ожирению. С этим пушистым кошачьим особенно важно обеспечить его здоровой пищей и правильными физическими упражнениями, а также следить за другими признаками проблем со здоровьем, такими как изменения настроения, уровень активности.
- Они могут быть подвержены более высокому риску гипертиреоза. Он может быть более распространённым у пожилых, длинношерстных, беспородных кошек.

Как и все кошки, домашние длинношерстные кошки могут страдать некоторыми распространенными инфекционными заболеваниями, такими как вирус кошачьего иммунодефицита, который довольно широко распространён в Австралии. Эти кошки также должны быть защищены от клещей, вредителей и паразитов, и им всегда нужно вовремя делать прививки.
Чтобы помочь животному оставаться здоровым, рекомендуется посещать ветеринара раз в год или чаще, если возникает необходимость. Даже если кошка выглядит совершенно здоровой, очень важно не пропускать эти ежегодные осмотры. Кошки могут довольно хорошо скрывать свои проблемы со здоровьем, и может потребоваться осмотр у врача, чтобы даже заметить первые признаки заболевания.

## Характер
В отличие от многих современных пород кошек, домашних длинношерстных кошек никогда не разводили с целью создания более привлекательного экстерьера, покладистого характера и т. д. Это означает, что их характеры могут сильно различаться. Но, даже при таком многообразии, существует несколько общих черт породы:
- Независимость. Эти кошки, как правило, формируют крепкие связи со своими любящими владельцами, но они также могут проводить некоторое время в одиночестве.
- Уверенность в себе. Некоторые домашние длинношерстные могут быть довольно застенчивыми, но в подходящей среде они становятся уверенными и любопытными кошками.
- Охотничий инстинкт. Кошки питались самостоятельно в течение тысяч лет. Поэтому они обладают превосходными охотничьими навыками. Некоторые домашние длинношерстные способны нанести ущерб местным популяциям птиц, рептилий и грызунов[9].

Эти животные обладают такими чертами как: игривость, привязанность, дружелюбие и терпеливость по отношению к детям и другим домашним животным.
В отличие от личностных качеств и способности к дрессировке, есть одна общая черта всех домашних длинношерстных кошек: им нужна физическая активность. Это достигается за счёт игр и удовлетворения охотничьего инстинкта два раза в день в течение примерно 20 минут.